# Dakota City (Nebraska)
Dakota City je grad u američkoj saveznoj državi Nebraska. Prema popisu stanovništva iz 2010. u njemu je živjelo 1,919 stanovnika.